# Intendência Geral de Polícia da Corte e do Estado do Brasil
A Intendência Geral de Polícia da Corte e do Estado do Brasil, foi o órgão instituído em 1808 para implantar e dirigir a nova estrutura de polícia e segurança pública da Corte do Rio de Janeiro e de todo o território do Brasil. Este órgão seguia, quase exatamente, o modelo da Intendência-Geral da Polícia da Corte e do Reino, criada em 1760, com sede em Lisboa.
Essa Polícia Real criada pelo Príncipe-Regente Dom João, dois meses após a chegada da Família Real Portuguesa ao Rio (em 7 de março de 1808), através do Alvará (com força de lei) de 10 de maio, reproduziu a instituição existente em Lisboa, fundamentando-se nos Alvarás de 25 de junho de 1760 e de 15 de janeiro de 1780.
Para ocupar o cargo de primeiro Intendente Geral de Polícia, o Príncipe-Regente D. João nomeou Paulo Fernandes Viana, brasileiro que vinha prestando relevantes serviços à Corte de Lisboa e que o acompanhou na viagem para o Brasil.
Cumprindo disposição do citado Alvará de 1760, o novo Intendente recebeu as honras de Conselheiro do Reino e Desembargador do Paço, situando-se, assim, em situação hierarquicamente superior aos servidores os quais deveria fiscalizar.
Recebeu do Monarca a incumbência de organizar uma polícia eficiente e capaz de prevenir a infiltração de espiões, resguardar a integridade da família real e combater as ações consideradas perniciosas e subversivas, inspiradas nas ideias liberais francesas.

## Competência e atribuições
O Alvará de 25 de junho de 1760 conferia aos Intendentes Gerais de Polícia as seguintes competências e atribuições:
- ampla e ilimitada jurisdição em matéria de polícia sobre todos os Ministros Criminais e Civis;
- fazer observar as leis e regimentos estabelecidos para a polícia da Corte e de todo o Reino;
- encaminhar os autos conclusos dos processos criminais aos juízes da Relação (ou Justiça da Corte).

superintender, supervisionar e inspecionar:
- os Corregedores e juízes do crime quanto ao cumprimento diligente de suas obrigações relacionadas com as Ordenações do Reino e Leis Extravagantes;
- as atividades de registro de moradores de cada bairro e o cadastramento dos ociosos e libertinos;
- a vigilância sobre  pessoas com probabilidade de delinqüir;
- o controle da locação de imóveis, impedindo-se que sejam habitados por vadios, jogadores profissionais ou pessoas de mau procedimento;
- a observância das disposições legais para a mudança de pessoas de uma para outra residência;
- a fiscalização da entrada e permanência de nacionais ou estrangeiros no território do Reino;
- o controle sobre as atividades de estalajadeiros, taverneiros, vendeiros ou quaisquer outras pessoas que forneçam hospedagem em estabelecimentos públicos;
- a fiscalização da entrada de navios nacionais ou estrangeiros na barra ou no porto;
- o controle de viajantes quanto ao porte do bilhete de entrada (autorização);
- o trabalho de expedição de passaporte, o seu uso, bem como a fiscalização dos viajantes clandestinos;
- a concessão da licença para mendicantes.

## A Polícia Real
Inicialmente a Intendência Geral assumiu o controle de todas as funções policiais existentes na colônia, exercidas pelo ouvidor geral, pelos alcaides mores e menores, quadrilheiros e capitães de estradas e assaltos. 
Em 22 de junho de 1808 foi criada a Secretaria de Polícia, o primeiro órgão policial na nova estrutura e embrião das futuras Polícias Civis, para a qual foram nomeados dois oficiais e um meirinho, todos remunerados pelo erário, sob a direção do oficial maior Nicolau Viegas da Proença. 
Instalada num prédio da atual Praça da república, estavam incluídas dentre as suas principais funções a execução dos dispositivos previstos no Alvará de 1760 e, mais a expedição de passaportes, a fiscalização dos teatros e diversões públicas e a matrícula de veículos e embarcações.
No ano seguinte, por Decreto de 13 de maio de 1809, foi criada a Divisão Militar da Guarda Real de Polícia, destinada à vigilância policial da Cidade do Rio de Janeiro e que se tornaria, futuramente, a Polícia Militar. Iniciou as atividades com quatro quartéis construídos por Fernandes Viana e 218 praças, tendo como seu primeiro comandante o coronel José Maria Rabelo.
A Intendência Geral de Polícia da Corte e do Estado do Brasil, obteve pleno êxito em implantar o modelo policial na Capital do Reino e disseminá-lo para todo o território brasileiro, onde se consolidaram estruturas policiais que mesmo tendo sofrido transformações no curso dos anos, em linhas gerais, se mantiveram até a atualidade.

## A obra administrativa
O Alvará de 1808, que manteve o rígido Regulamento de 1760, de natureza tipicamente policial, não previa funções de administrador municipal para o Intendente Geral.
Ocorre, que a falta de uma suficiente descentralização administrativa do Governo Português, a ausência de um governo local para a Cidade do Rio de Janeiro, os poderes quase absolutos do Intendente Geral e a carência de recursos do erário, tornaram-se um somatório de motivos para fazer com que  Fernandes Viana passasse a empreender uma série de obras públicas necessárias para tornar habitável a nova capital do Reino.
Assim, a sua intervenção no espaço urbano do Rio incluiu a construção do Real Teatro São João (no mesmo local onde hoje se encontra o Teatro João Caetano); o aterramento e arruamento de diversos mangues; o calçamento de ruas como a dos Inválidos, a de Mata-cavalos (R. do Riachuelo), a do Catete, a do Conde (R. Frei Caneca e R. Visconde do Rio Branco), a do Catumbi, a de Santa Luzia, a do Sabão e a de São Pedro (incorporadas à Av. Pres. Vargas), a Estrada Velha da Tijuca e outras; a construção de diversas pontes; o abastecimento de água potável com a canalização do Rio Maracanã e Rio do Barro Vermelho, que propiciou a construção de bicas e chafarizes; a construção de uma fábrica de lampiões para a iluminação pública; a arborização de praças; a limpeza permanente de ruas e a construção do Cais do Valongo (atual Cais do Porto). Para muitas dessas obras o Intendente Geral angariou a contribuição dos comerciantes locais e de outras pessoas de considerável fortuna.

## Relação dos Intendentes Gerais de Polícia
1. Paulo Fernandes Viana (1808-1821)

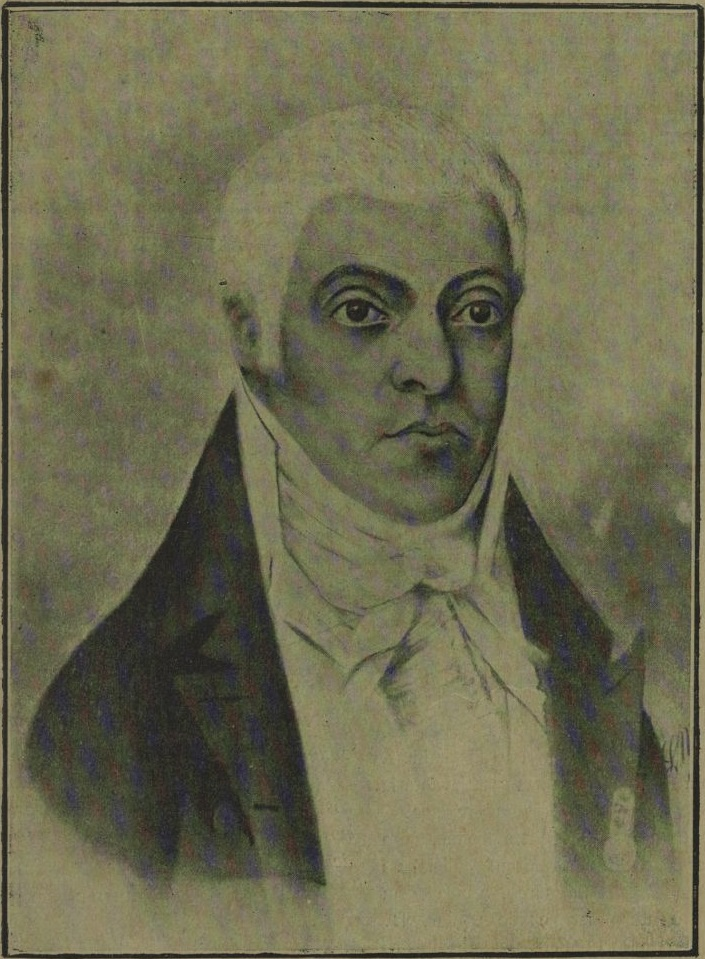
Paulo Fernandes Viana

2. Antônio Luís Pereira da Cunha (1821 –1822)
3. João Inácio da Cunha (1822)
4. Francisco França Miranda (1822-1823)
5. Estevão Ribeiro de Resende (1823)
6. Francisco Alberto Teixeira de Aragão (1824-1827)
7. José Clemente Pereira (1827 –1828)
8. Nicolau Siqueira Queiroz (1828)
9. Antônio Pereira Barreto Pedroso (1828)
10. Antonio Augusto Monteiro de Barros (1829)
11. Antonio José de Carvalho Chaves (1829)
12. Luís Paulo de Araújo Basto (1829)
13. José Pinto Gavião Peixoto (1830-1831)
14. Caetano Maria Lopes Gama (1831)